# Erpužice
Erpužice è un comune della Repubblica Ceca facente parte del distretto di Tachov, nella regione di Plzeň.